# Falso Movimento (compagnia teatrale)
Falso Movimento è un gruppo teatrale fondato nel 1977 a Napoli da Mario Martone con Andrea Renzi, Francesca La Rocca, Augusto Melisurgo, Federica della Ratta Rinaldi.
Il nome originario era Nobili di Rosa; divenne Falso Movimento nel 1979 con l'ingresso nel gruppo di Angelo Curti e Pasquale Mari.
Nel 1986 il gruppo si fonde con il Teatro dei Mutamenti guidato da Antonio Neiwiller e il Teatro Studio di Caserta di Toni Servillo dando origine a Teatri Uniti.